# Линдстрём, Стефан
Стефан Линдстрём (фин. Stefan Lindström; род. 14 августа 1953, Ловийса) — финский футболист, вратарь.

## Клубная карьера
Стефан Линдстрём выступал на позиции вратаря, представлял КТП в третьем дивизионе, прежде чем перейти в «Хаку» в 1976 году. Выступал за «Хаку» на протяжении трёх лет, выиграв национальный чемпионат и кубок в 1977 году.

## Международная карьера
Дебют за национальную сборную Финляндии состоялся 5 февраля 1979 года в товарищеском матче против сборной Ирака. Всего Линдстрём сыграл 5 матчей за «филинов».

## Достижения

### Клубные

#### «Хака»
- Чемпион Финляндии: 1977
- Обладатель Кубка Финляндии: 1977